# Port lotniczy Antsohihy
Port lotniczy Antsohihy (IATA: WAI, ICAO: FMNW) – port lotniczy położony w Antsohihy, w Madagaskarze.